# Fahed Dermech
Fahed Dermech (* 26. November 1966 in Mahdia) ist ein ehemaliger tunesischer Fußballspieler.

## Karriere

### Verein
Dermech begann mit dem Fußballspiel in seinem Geburtsort Mahdia. Im Alter von 16 Jahren wechselte er zu Étoile Sportive du Sahel, für die er bis 1992 fünf Jahre lang in der ersten tunesischen Liga spielte und Nationalspieler seines Landes wurde. 1992 erfolgte dann der Wechsel zum damaligen Zweitligisten VfL Wolfsburg. Nach 19 Spielen und einem Tor verließ er die Niedersachsen wieder und spielte für den Schweizer Klub FC Monthey. Über Eintracht Braunschweig und TuS Celle FC kam er 1996 erstmals zu Hannover 96 in die Regionalliga. Mit Hannover scheiterte er in der Relegationsrunde um den Aufstieg an Energie Cottbus und wechselte daraufhin 1997 zu Tennis Borussia Berlin. Für die Berliner spielte er zwei Jahre lang und stieg mit dem Klub in der Saison 97/98 in die zweite Liga auf. Dort kam er zu weiteren 23 Zweitligaeinsätzen (3 Tore). 
1999 wechselte er wieder zurück zu Eintracht Braunschweig in die Regionalliga, mit denen er allerdings den Aufstieg knapp verpasste und für 40.000 bzw. 100.000 Mark, die Quellen widersprechen sich hierbei, auch zu seinem zweiten Auftritt bei Hannover 96 kam. Als Ergänzungsspieler geholt, verdrängte er recht früh in der Saison 2000/2001 Holger Ballwanz und fungierte bis zum Saisonende als Abwehrchef. Nach dieser Saison mit 30 Einsätzen, wurde sein Vertrag, der sich nach dem 20. Einsatz automatisch um ein Jahr verlängert hatte, aufgelöst und Dermech wechselte ablösefrei zurück in die Heimat zu Étoile Sportive. 2003 spielte er noch kostenlos für den damals arg gebeutelten Niedersachsenligisten TuS Celle FC, welcher damals knapp der Insolvenz entging und Dermech beim Neuanfang half. 2004 trat er vom aktiven Fußballsport zurück.
Im Laufe seiner Karriere veränderte sich sein Einsatzgebiet vom Stürmer (1992 in Wolfsburg) zum Abwehrchef (2000 in Hannover). Dermech galt als Allrounder, der besonders kopfballstark und technisch versiert war.

#### Trainer
Nach seiner aktiven Karriere war noch in der Saison 2017/18 Co-Trainer bei der SSV Groß Hehlen aus Celle, sowie seit 2019 Trainer beim SC Wietzenbruch, ebenfalls aus Celle.

### Nationalmannschaft
Für die tunesische Fußballnationalmannschaft absolvierte Dermech in seiner Laufbahn sechs Partien.